# Dinocheirus diabolicus
Dinocheirus diabolicus es una especie de arácnido  del orden Pseudoscorpionida de la familia Chernetidae.

## Distribución geográfica
Se encuentra en Chile.